# Anna Musiałówna
Anna Musiałówna (* 6. února 1948 Suchedniów) je polská baletní tanečnice, sociální (sociologická) fotografka, fotoreportérka, kurátorka výstav, známá svými reportážemi představujícími alternativu k propagandě Polské lidové republiky (včetně "Minus jeden" v týdeníku "itd." v roce 1976 o potratech), nositelka cen v oboru novinářské fotografie.

## Životopis
Je dcerou fotografů Mariana a Wandy Musiałových, jedna ze tří dětí páru. Vyrůstala v zadní části obchodu s fotografiemi, který její otec provozoval přes 50 let v Suchedniówě. Když její matka hovořila se zákazníky studia, poslouchala jejich příběhy, které později ovlivnily vnímání fotografie umělkyně jako setkání s člověkem, příběh, který vzbuzoval zvědavost o osobě, kterou potkala.
V roce 1959 se Musiałówna přestěhovala do Varšavy a od té doby zde žije. Motivací byla inspirace učitelky působící v Suchedniówě Czesławy Czapińské, která si jako polská učitelka organizující taneční kroužek všimla dívčina talentu. Musiałówna vystudovala Státní střední baletní školu s internátem ve Varšavě. V roce 1967 získala diplom profesionální tanečnice a titul Baletní umělkyně . Absolvovala s vyznamenáním. Tančila mimo jiné ve Velkém divadle opery a baletu ve Varšavě roli Mirty v Giselle a Phrygy ve Spartakovi. V roce 1971 ukončila kariéru kvůli zranění kolena. Pustila se do fotografování inspirovaného fotoreportérem týdeníku „itd. “, staršího bratra Macieje, se kterým žila . Své první fotografie na Corpus Christi pořídila v ulicích Varšavy.
V roce 1972 v týdeníku „itd. “její první materiál vyšel s názvem "Návštěvy lékaře" představující práci lékaře Mariana Bobrowského, jediného lékaře ve Venkovském zdravotním družstvu v Mąchocicích. V "itd. “ pracovala do roku 1979 jako hlavní fotoreportérka. Poté až do roku 1983 pracovala v redakci Przyjaciółka. Publikovala v „ Na Przełaj “ a „ Razem “ . Během stanného práva dala výpověď.
Fotila v zahraničí. V letech 1976–1977 fotografovala vědeckou expedici do Hindúkuše v Nepálu. V létě 1981 se zúčastnila téměř tříměsíční expedice vědců z Jagellonské univerzity pod vedením Zdzisława Czeppeho na polskou polární stanici Hornsund v Barentsburgu na Špicberkách. Po letech byl nalezen její deník z této cesty.
V 80. letech 20. století 20. století spolupracovala s časopisem "Puls" vydávaným v Londýně. Od roku 1996 pravidelně přispívá do týdeníku Polityka. Její fotoreportáže jsou v sekci "na vlastní oči". Publikovala jich přes 150.
Ve své fotožurnalistické tvorbě se zabývá sociálními problémy: představuje děti, chudé lidi, znevýhodněné skupiny či lidi, nemocné a vyloučené lidi, lidi malého vzrůstu a lidi s postižením. Jedna z jejích nejznámějších fotoreportáží – „Minus jeden“ publikovaná v týdeníku „itd. “ v roce 1976 – týkala se potratu a měla být zprávou dívkám o hraniční a obtížné povaze takového rozhodnutí. Za jeho zveřejnění byla potrestána redakce i fotoreportérka. Musiałówna nemohla publikovat pod svým jménem, proto používala jiné. Musiałówna je také známá pro fotoreportáže s názvem: "Psychiczni z Choroszczy" (1976–1981), „Osobowy 2 klasa” ("Osoby 2. třídy", 1978),„Poniżej średniej”, „Nasza jesień 81”, „Rodziny wielodzietne” (1981). Nafotila fotografie pro album představující Poláky a Polky s názvem "Spravedlivý mezi národy": Obnovení paměti - Spravedlivý mezi národy. Fotografuje v přirozeném světle bez blesku. Označuje se za uměleckou fotografku .
Psala také texty - reportáže publikované mj. v itd., Życie, Odra, Polityka a Świecie Obraz.
Oživuje fotografický život v Polsku. Je spoluzakladatelkou a (od roku 2008) prezidentkou Asociace dokumentárních filmů "Droga". Sdružuje fotoreportéry, kteří sledují změny v Polsku od 70. let. 20. století. Patří do Asociace polských uměleckých fotografů, Asociace polských novinářů a Asociace autorů ZAiKS.
Vede vzdělávací kurzy a reportérské workshopy. Zasedla v porotě fotografických soutěží, například v roce 2006 v porotě festivalu Camera obscura, v roce 2020 „Suchedniów? Naturalnie!“ a pravidelně v porotě fotografických prací Asociace polských novinářů.
V roce 2011 v rámci tvůrčího stipendia ministra kultury a národního dědictví připravila projekt týkající se historického Żyrardówa s názvem „Ludzie miasta” ("Městští lidé"). Její práce byly prezentovány v multimediálních galeriích u příležitosti výročí, např. srpna 1980, Kulatého stolu, vypuknutí stanného práva, Dne žen a Dne dětí v Polské lidové republice. Zúčastnila se mj. v soutěži Konkursie Polskiej Fotografii Prasowej Soutěž polské reportážní fotografie (ve Varšavě získala ocenění v letech 1974, 1975 a 1976).
Její fotografie jsou uchovávány ve sbírkách Svazu polských uměleckých fotografů, od roku 2007 ve sbírkách Muzea dějin fotografie v Krakově, v katalozích sběratelské fotografie a mnoha albech prezentujících realitu v Polsku. Od roku 2019 jsou její fotografie z expedice na Špicberky v Hindúkuši, některé reportážní fotografie pořízené v Polsku a archiv jejího otce Mariana (včetně předválečných fotografií) k dispozici ve Virtuálním muzeu fotografie provozovaném Archeology of Nadace fotografie.
V roce 2021 byla její tvorba prezentována na výstavě Jedyne. Nieopowiedziane historie polskich fotografek v Domě historie a popsané ve stejnojmenné knize Moniky Szewczyk-Wittekové. V roce 2022 její kniha s názvem Z drugiej strony szkła. Autoportret fotoreporterki popisující její profesní a soukromý život.

## Soukromý život
V roce 1981 její partner zemřel. Mezi ostatními tato zkušenost ji přiměla k rozhodnutí odjet na Špicberky. V roce 1986 porodila syna Jana Andermana. Po rozvodu ho vychovávala sama. V té době žila na Mazurách. Dopisovala si a přátelila se se spisovatelem Gustawem Herlingem-Grudzińskim, který během svého dětství žil ve stejné vesnici, odkud pochází Musiałówna . Úzké vazby se Suchedni a vazba na rodinu přiměly Musiałównu pracovat na dopisech, které psala své rodině během studií na baletní škole ve Varšavě. Publikace je plánována. Přátelé jí říkají Hanna. Vystupuje také pod tímto jménem nebo s dvojitým příjmením Musiał-Anderman.

## Výstavy

### Individuální
- „Bohaterowie moich oczu” ("Hrdinové mých očí"), Lužické muzeum ve Zgorzelci, 2014[5][7][46]
- „Próba przeczekania wiatru. Fotografie ze Spitsbergenu” ("Snažím se počkat na vítr. Fotografie ze Špicberk"), Galerie Nadace Archeologia Fotografii, 2019 (včetně katalogu fotografií)[47][48]

### Skupinové

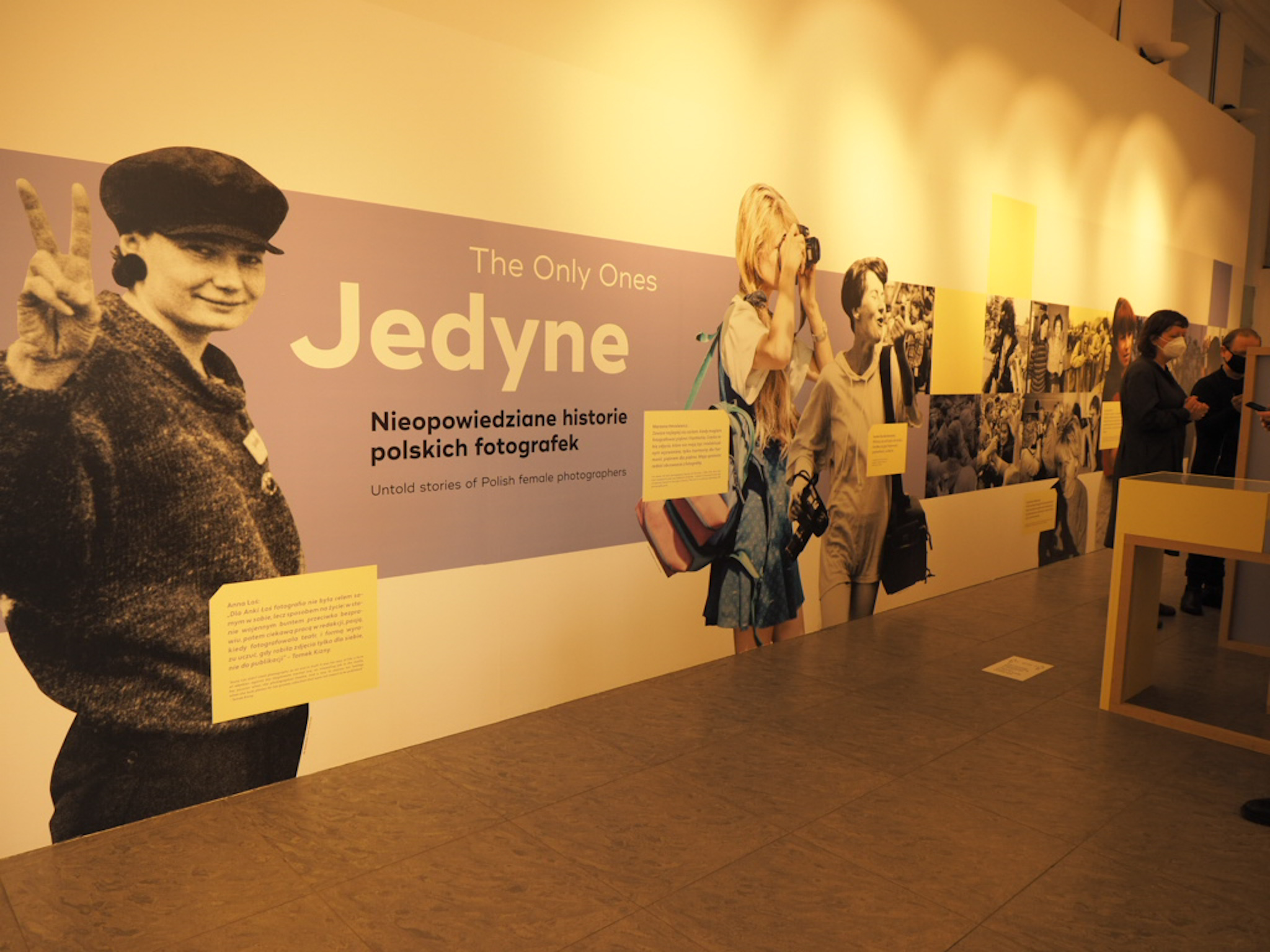
Výstava Jedyne. Nieopowiedziane historie polskich fotografek, Dom Spotkań z Historią, 2021

- Dokument času – sociologická fotografie“[15]
- Kde jsme - venkovní výstava autorů "Polityky" ve městech u Baltského moře, 2005[15][25]
- Dokument doby. Léta 1970–1980, Stara Galeria ZPAF ve Varšavě, 2005[49]
- Epoka Gierek[5]
- Autoři Polityki[15]
- Dokumentalisté - polské fotografky 20. století, Zachęta Narodowa Galeria Sztuki, 2008[3][15][25][50]
- Kobiece komórki (Feminie Cellis) (s Jolantou Rycerskou a Barbarou Sokołowskou), Stara Galeria ZPAF ve Varšavě, 2011-2012[51][52]
- Z kręgu itd. (Z kruhu itd.), Muzeum historie fotografie, 2016[39]
- Kraj na dorobku. 1960–89 (Země dělá pokrok. 1960–1989), Varšavské fotografické dny „POST SOVIETICUS“, 2017[53]
- Ostrzej widzieć. Fotoreportaże „itd” 1960–1990 (Vidět jasněji. Fotoreportáže "itd" 1960–1990), Dom Spotkań z Historią, 2020–2021[54][55]
- Jedyne. Nieopowiedziane historie polskich fotografek, Dom Spotkań z Historią ve Varšavě, 2021–2022[34]

V roce 2008 se v Národní galerii umění Zachęta ve Varšavě konala výstava Polské fotografky 20. století, která představila tvůrčí počiny padesáti polských dokumentaristek od 70. let 20. století, kde byly také prezentovány fotografie Anny Musiałówny. Mezi dalšími vystavujícími byly například: Małgorzata Apathy, Anna Beata Bohdziewiczová, Anna Brzezińska-Skarżyńska, Anna Chojnacka, Zofia Chomętowska, Maria Chrząszczowa, Maria Antonina Czaplicka, Irena Elgasová-Markiewiczová, Krystyna Gorazdowska, Helena Hartwigová, Joanna Helanderová, Wanda Herse, Halina Holas-Idziakowa, Irena Jarosińska-Małek, Irena Kummant-Skotnicka, Krystyna Łyczywek, Bożena Michaliková, Maria Kietlińska, Janina Mierzecka, Janina Mokrzycka, Anna Musiałówna, Zofia Nasierowska, Fortunata Obrąpalska, Julia Pirotte, Danuta Rago, Jadwiga Rubiśová, Zofia Rydetová, Jadwiga Wolska nebo Bolesława Zdanowska.
Na přelomu let 2021 a 2022 uspořádal Dom Spotkań z Historią ve Varšavě výstavu Jedyne. Nieopowiedziane historie polskich fotografek (Unikátní. Nevyprávěné příběhy polských fotografek), která doprovázela stejnojmennou knihu. Výstavu tvořilo téměř 150 fotografií třinácti polských fotografek, které v 70. až 90. letech 20. století byly často jedinými ženami v mužských týmech nebo pracovaly samostatně. Autorky se zabývaly různými druhy fotografie. Pracovaly také jako fotoeditorky nebo byly vedoucími fotografických oddělení v redakcích novin. Publikovaly v uznávaných polských i zahraničních tiskových titulech, prezentovaly fotografie v albech a na výstavách a pro mnohé z nich byla fotografie životním stylem. Byly to například: Anna Beata Bohdziewiczová, Iwona Burdzanowska, Joanna Helanderová, Marzena Hmielewiczová, Anna Michalak-Pawłowska, Anna Musiałówna, Anna Pietuszko-Wdowińska, Maja Sokołowska nebo Anna Łośová.

### Kurátorka
- „Polska lat 70” ("Polsko v 70. letech"), 2008[58][59] (včetně katalogu výstavy)[60]
- "Varšava", 2008[2]
- „Polskie drogi” ("Polské silnice"), Fotogalerie Městského kulturního střediska, Ostrowiec Świętokrzyski, 2012[61]
- „Droga przez Polskę” ("Cesta přes Polsko"), 2014[2][62][44]
- "Varšava", 2014 [2]
- „Od świtu do zmierzchu – 7 dni życia z pogranicza polsko-niemieckiego” ("Od úsvitu do soumraku - 7 dní života z polsko-německé hranice"), pořadatel: Asociace dokumentárních filmů "Droga", místo: Nadace pro polsko-německou spolupráci, 2014[63][64]
- „Kraj na dorobku. 1960–89” („Země dělá pokrok. 1960–89“), Varšavské fotografické dny „POST SOVIETICUS“, 2017[53]